# Schnelle Mitte
Die Schnelle Mitte ist ein Ausdruck aus dem Handballspiel. Sie bezeichnet einen Spielzug, der nach einem erfolgreichen Torwurf des Gegners durch einen schnell ausgeführten Anwurf auf den sofortigen eigenen Torerfolg abzielt. Die Entstehung der Schnellen Mitte wurde maßgeblich durch eine Regeländerung im Jahr 1997, aber vor allem durch ihre Erweiterung im Jahr 2001 beeinflusst. In der Bundesliga nutzte der THW Kiel in der Saison 2001/02 diese Neuerung bereits erfolgreich. Ihren taktischen Durchbruch erlebte die Schnelle Mitte allerdings durch den Meistertitel des TBV Lemgo im Jahr 2003. Lemgos Erfolg beruhte auf dem unter Trainer Volker Mudrow eingeführten konsequenten Ausnutzen der Schnellen Mitte während der Saison 2002/03. In den Folgejahren wurde das Konzept von nahezu allen Spitzenmannschaften der Handball-Bundesliga übernommen. Seit der Bundesliga-Saison 2022/23 vereinfacht sich die Ausnutzung der Schnellen Mitte zusätzlich, da der Anwurf nun aus einer Anwurfzone heraus und nicht mehr exakt vom Mittelpunkt ausgeführt werden muss.

## Regeländerungen

### Regelauszug von 1997
Im Regelwerk vom 1. August 1997 wird der Anwurf durch Regel 10 wie folgt beschrieben:
- "10:1 Anwurf hat bei Spielbeginn die Mannschaft, die beim Losen den Ball gewählt hat; die andere Mannschaft hat das Recht, die Seite zu wählen.

Wird beim Losen die Seite gewählt, hat die andere Mannschaft Anwurf.
Zu Beginn der 2. Halbzeit hat die andere Mannschaft Anwurf.
Zu den Verlängerungen wird erneut um den Anwurf oder die Seite gelost.
- 10:2 Nach jedem Tor hat die Mannschaft Anwurf, gegen die das Tor erzielt worden ist.
- 10:3 Der Anwurf ist nach Anpfiff in beliebiger Richtung, von der Mitte des Spielfeldes aus, innerhalb von drei Sekunden auszuführen. Der Anwurf-Ausführende muss mit einem Fuß auf der Mittellinie stehen, bis der Ball die Hand verlassen hat.

Spieler der angreifenden Mannschaft dürfen die Mittellinie vor der Ausführung nicht überschreiten.
Überschreitet ein Mitspieler nach dem Anpfiff die Mittellinie, bevor der Ball die Hand des Werfers verlassen hat, ist auf Freiwurf für die abwehrende Mannschaft zu entscheiden.
- 10:4 Beim Anwurf zu Beginn jeder Halbzeit (und eventueller Verlängerungen) müssen sich alle Spieler in der eigenen Spielfeldhälfte befinden. Beim Anwurf nach einem Tor können sich die Gegenspieler jedoch in beiden Spielfeldhälften aufhalten.

In beiden Fällen dürfen die Gegenspieler an den Anwurf-Ausführenden nicht näher als 3 m herantreten."

### Regelerweiterung 2001
2001 wurde Regel 10:3 dann nochmals überarbeitet:
- "10:3 Der Anwurf ist innerhalb drei Sekunden nach Anpfiff von der Mitte der Spielfläche aus (mit 1,5 m Toleranz nach beiden Seiten) in beliebiger Richtung auszuführen. Der Anwurfausführende muss mit einem Fuß die Mittellinie berühren, bis der Ball seine Hand verlassen hat.

Die Mitspieler des Werfers dürfen die Mittellinie nicht vor dem Anpfiff überqueren."
In den Erläuterungen heißt es dazu:
„Als Leitsatz für die Auslegung von Regel 10:3 sollten die Schiedsrichter das Ziel berücksichtigen, die Mannschaften zur schnellen Ausführung des Anwurfs zu ermutigen. Dies bedeutet, dass die Schiedsrichter nicht übertrieben genau sein sollten und nicht nach Möglichkeiten suchen sollten, eine Mannschaft, die eine schnelle Wurfausführung versucht, zurückzupfeifen oder zu bestrafen. [...] Der Feldschiedsrichter sollte bereit sein, umgehend zu pfeifen, wenn der Werfer die korrekte Position erreicht [...]. Die Schiedsrichter müssen zudem berücksichtigen, dass die Mitspieler des Werfers die Mittellinie überqueren dürfen, sobald der Pfiff erfolgt ist. (Dies ist eine Ausnahme von der Grundregel bei der Ausführung von formellen Würfen.)“
Die Regeländerung von 2001 ermöglichte das Angriffsspiel nach einem Gegentor bereits mit hohem Tempo der beim Anpfiff vorstoßenden Spieler zu eröffnen. Zum einen sorgte die Einführung einer Toleranz beim Anwurfort dafür, das Zusammenspiel von Torwart und Anwurfausführenden zu beschleunigen. Zum anderen wurde das Stehen auf der Mittellinie durch das bloße Berühren selbiger ersetzt, was eine fließende Angriffsbewegung für den Ausführenden ermöglichte. Zusätzlich ist die Schnelle Mitte gegen Stören durch Blocken oder Abfangen geschützt. Das Stören des Anwurfs hat eine Zeitstrafe zur Folge.

### Regelerweiterung 2022
Ab der Bundesliga-Saison 2022/23 vereinfachte sich die Ausnutzung der Schnellen Mitte zusätzlich, da der Anwurf nun aus einer Anwurfzone heraus und nicht mehr exakt vom Mittelpunkt ausgeführt werden muss.